# Джуляно ин Кампания
Джуля̀но ин Кампа̀ния (на италиански: Giugliano in Campania) е град и община в Южна Италия, провинция Неапол, регион Кампания. Разположен е на 97 m надморска височина. Населението на града е 106 591 души (към 30 юни 2011 г.).
Това е италианският град с най-големия брой жители в Италия, без да е административен център на никаква провинция или никакъв регион.